# Антонела Бевилаква
Антонела Бевилаква (итал. Antonella Bevilacqua; Фођа, 15. октобар 1971) је бивша италијанска атлетичарка, чија је специјалност била дисциплина скок увис.
Тренутно је кондициони тренер кошаркашког клуба из Сан Севера.
Два пута је учествовала Летњи олимпијским играма. На Играма 1992. у Бареслони испала је у квалификацијама са скоком од 1,90 метара.
Четири године касније 1996. у Атланти Бавилаква је заузела 4 место скоком од 1,99 м, али је касније због кршења антидопинг правила, дисквалификована, јер су раније те године код ње идентификовали забрањене супстанце ефедрин и псеудоефедрин. Утврђено је да су за овакав налаз криве кинеске таблете за мршављење, па је Атлетски савез Италије скинуо казну и дозволио јој да скаче, али је касније казна поново потврђена од Стручне комисије МОКа за допинг.
У периоду кад јој је била скинута суспензија 1997, такмичила се на Медитеранским играма у Барију и победила, а на Светском првенству 1997. у Атини, делила је седмо место скочивши 1,93 м.
После озбиљне повреде леђа у 1998, није се могла вратити у своју топ-форму, иако је средином 2000-тих, припадала националном врху. У 2003. успела се квалификовати на Светско првенство у Паризу, али је испала у предтакмичењу.
Италијанско првенство је освајала 12 пута. Четири пута на отвореном (1992—1994 и 1997) и осам пута у дворани (1991, 1993, 1994, 1996, 1997, 2000, 2003, 2004).